# 포큐파인강

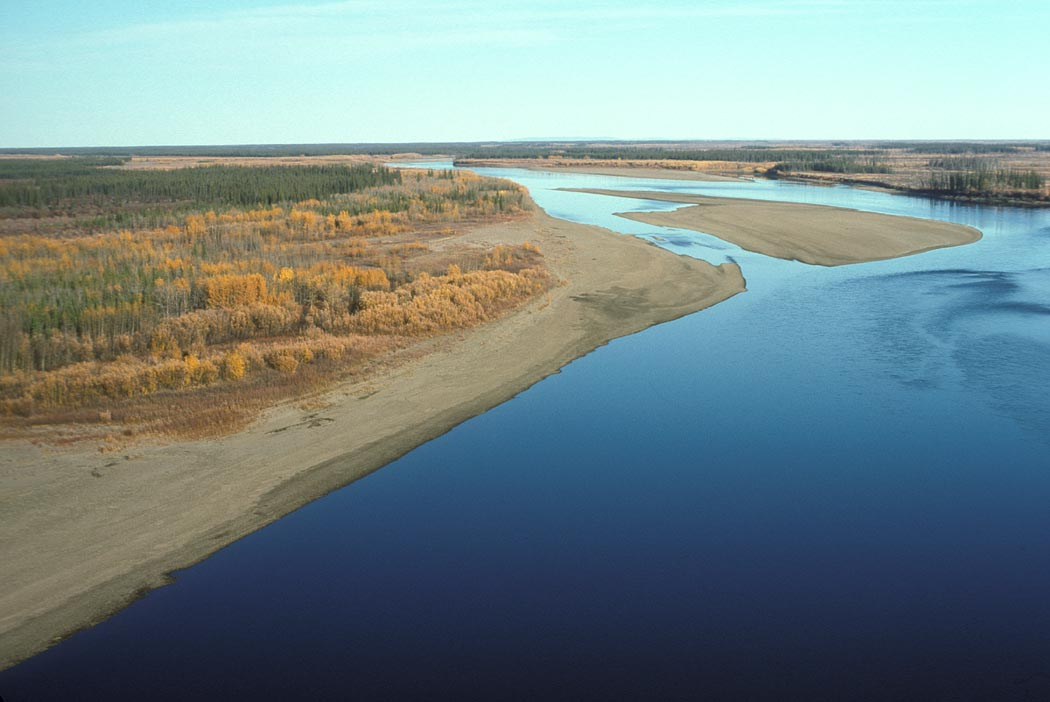
유콘파인 강

포큐파인강(Porcupine River)은 미국 알래스카주와 캐나다 유콘 준주를 흐르는 강으로 유콘강의 지류이다.